# Captain Commando (videojuego)
Captain Commando (キャプテンコマンドー?) es un Yo contra el barrio lanzado por Capcom para los arcades. El juego presenta una versión reimaginada de Captain Commando, un personaje que fue originalmente un portavoz ficticio utilizado por Capcom 	
para dirigirse al jugador en el embalaje y manuales de sus primeros juegos de consola. El juego se desarrolla en una versión futurista de Metro City, el escenario de Final Fight, y cuenta con varias lazos sueltos con los personajes y arreglos de ese juego.

## Argumento
Captain Commando, un superhéroe que vive en una futurista Metro City en el 2026, debe detener los crímenes de Scumocide (Genocide en Japón) para salvar la tierra y la galaxia. Pero Captain Commando no está solo: él recibirá la ayuda de Mack, Ginzu y Baby Head.

## Personajes
- Captain Commando (キ ャ プ テ ン コ マ ン ド ー, Kyaputen Komandō)

Es el líder del "Commando Team". Además de su mente poderosa y su cuerpo fuerte, también usa sus "Guantes de energía", que pueden lanzar llamas y electricidad. Su técnica asesina es el "Captain Corridor", que consistía en golpear el suelo con sus puños provocando una descarga eléctrica que elimina a todos a su alrededor. Los ataques rápidos del Capitán Commando son "Captain Cannon" (también conocido como "Captain Fire") que quema al enemigo con una explosión de fuego y "Captain Kick" que puede golpear a varios enemigos a la vez en el suelo o en el aire. Captain Commando también puede agarrar a su oponente y patearle el estómago o lanzarle todo el cuerpo. Otras cosas que utiliza son las "Captain Goggles" que le ayudan a identificar el rostro de un criminal a una distancia de 2 km, comparando con la base de datos, el "Captain Protector" que está hecho de un material súper resistente llamado "Captanium" y se levanta a un billón de grados de calor, el "Captain Gauntlet", que multiplica el poder del Capitán 48 veces, lo que le permite romper una gruesa placa de hierro y las "Captain Boots", que le permiten realizar una caída de 100 metros sin lesiones ni daños.
- Mack the Knife (ジ ェ ネ テ ィ ー, Jenetī, Jennety en la versión japonesa)

Mummy Commando es un alienígena parecido a una momia del espacio exterior. Como armas, usa cuchillos subsónicos que derriten a cualquier enemigo que golpea. Su técnica asesina es el "ataque giratorio". Dando vueltas como un trompo, sus vendas azotan a sus enemigos como látigos. Los ataques rápidos de Mack son "Double Trouble" que clava a su enemigo con ambos cuchillos y "Sky Assault", que es una versión aérea de Double Trouble. Mack también puede agarrar a su enemigo y pegarlo o lanzarlo. Otras cosas que tiene son el "Captain Cap" que es un recuerdo de la primera reunión con el Capitán Commando, el "Vendaje Genético" que es su equipo de soporte vital para sobrevivir en la Tierra, el "Cuchillo Genético" que derrite toda la materia y los "Controladores de gravedad", que son su par de zapatos que ajustan la fuerza gravitacional donde es mejor para las batallas. El nombre en inglés de Mack proviene de la canción de Bertolt Brecht, del mismo título.
- Ginzu the Ninja (翔, Shō, Sho en la versión japonesa)

El Ninja Commando es un ninja altamente entrenado y sucesor de Bushin-ryu Ninpo, un estilo de lucha de ninjutsu que también fue heredado por Guy de Final Fight. Su espada afilada es capaz de cortar a un oponente en dos. Su técnica asesina es su "Bomba de humo". Después de crear una cortina de humo alrededor de su cuerpo, el humo explota, matando a sus enemigos adyacentes. Los ataques rápidos de Ginzu son "Iaizuki" que perfora a varios enemigos a la vez y "Flying Katana" que corta a los enemigos desde arriba mientras salta. Ginzu puede agarrar a sus oponentes y patearles el estómago o hacer un lanzamiento desde el hombro o por encima de la cabeza. Otras cosas con las que está equipado son sus "Ojos de Ninja" que pueden ayudarlo a encontrar enemigos 500 metros más adelante en la oscuridad total, su "Espada Sirviente" no sirve a nadie más que a él, se llama "Lightning Light", espada que el padre del Capitán Comando le dio. Este corta cosas a niveles atómicos y su "Traje Ninja" que es más resistente que el hierro y más suave que la seda. Es el único personaje que puede lanzar shurikens a sus oponentes.
- Baby Head (フ ー バ ー, Fūbā, Hoover en la versión japonesa)

El Baby Commando es un infante súper genio que lucha usando un robot de su propio diseño. Su robot es fuerte y rápido. Su técnica asesina es su "Knee Rocket", que lanza un misil desde la rodilla del robot que se fabrican constantemente dentro del robot. Los ataques rápidos de Baby Head son "Rolling Punch", que es un golpe fuerte que gira como un taladro y "Elbow Smash", que aplasta al enemigo bajo un codo que viene de un salto. Baby Head puede agarrar a sus enemigos y hacer una patada de rodilla, un "apilador" o un "Fling-away". Otras características que utiliza son la "Máquina parlante" que se asemeja a un chupete de bebé y le permite hablar los 3 millones de idiomas del cosmos, la "Cuna estable" que evita que el robot se balancee, sin importar qué tan inclinado esté, el "Silverfist Vehícle" que tiene 12.000 caballos de fuerza, 582 kilogramos (1280,4 libras) de peso corporal y monta control de lógica difusa, el" Lanzador de misiles", que es una instalación de producción de misiles construida dentro de la pierna, así como en el Vehículo Silvervest y es apodado por Baby Los amigos de Head "Baby Carriage" y el "Jet Hover" que se utiliza para cambios de posición a alta velocidad.

## Jugabilidad
Captain Commando  sigue el mismo modo de juego establecido en el anterior beat-'em-up Final Fight de Capcom. La versión arcade permite hasta dos, tres o incluso cuatro jugadores simultáneamente, dependiendo de la configuración del juego. El jugador puede seleccionar entre cualquiera de los cuatro "commandos" (Mack, Captain, Ginzu o Baby-Head) como su personaje, con cada jugador controlando un personaje diferente. El objetivo del jugador, como de costumbre, es avanzar hacia el final de cada etapa, derrotar a todos los adversarios que se interpongan en su camino y evitar las trampas que puedan arrojar al jugador antes de finalmente luchar contra el  jefe esperando en la zona final de cada etapa. El juego consta de un total de nueve etapas.
La configuración de control es exactamente como "Final Fight", con un joystick de ocho direcciones para mover al personaje hacia la izquierda o hacia la derecha, así como hacia o lejos del fondo, junto con dos botones de acción para atacar y saltar. El jugador puede realizar numerosas combinaciones de ataques mientras está de pie o saltando, incluido agarrar al enemigo, así como un ataque especial al presionar el ataque y saltar simultáneamente que drenará una parte de la vitalidad del jugador. Una adición a los controles es la capacidad de correr presionando el joystick hacia la izquierda o hacia la derecha dos veces. El jugador puede realizar un ataque de carrera o incluso un ataque de salto de carrera.
Como en "Final Fight", el jugador puede recoger alimentos que restauran la salud escondidos dentro de barriles para restaurar su vitalidad, así como otros elementos de bonificación para aumentar su puntuación. También se pueden recoger armas, como tres tipos diferentes de armas de fuego, así como shurikens que solo Ginzu puede usar. Los jugadores también pueden montar ciertos robots desmontando de sus jinetes y luego saltando sobre el robot. Los robots tienen su propio indicador de vitalidad y, si sufren suficiente daño, serán destruidos. Hay tres tipos de robots en el juego: un robot perforador, un robot lanzallamas y un robot congelador. A diferencia de "Final Fight", las armas se pueden llevar cuando el jugador hace la transición a una nueva área hasta que se completa la etapa.

## Desarrollo
El origen de Captain Commando como personaje es anterior a su aparición en su juego homónimo, en el empaquetado y manuales de muchos de los títulos anteriores de Capcom para la Nintendo Entertainment System en Norteamérica lanzados entre 1986 y 1989. Todos los juegos de Capcom lanzados para la NES entre 1986 y 1988 (1942, Commando, Ghosts 'n Goblins, Mega Man, Trojan, Section Z y Gun Smoke) fueron lanzados como parte de la "Serie Captain Commando Challenge" y presentaban un dibujo del Capitán en la parte posterior del embalaje, que lo representaba como un héroe espacial "futurista" empuñando una pistola de rayos en cada mano y dos grandes medallones alrededor de su cuello con la letra "C" grabada en cada uno. El manual de instrucciones de cada juego también incluía un "Mensaje especial" del Capitán dirigido al propietario del juego, felicitando al jugador por comprar uno de los productos de Capcom. Además, el manual de instrucciones de la Sección Z identificó al personaje del jugador sin nombre como el propio Capitán Comando.
Una versión revisada del personaje de Captain Commando apareció nuevamente en la alineación de NES de Capcom en 1989 (Strider, Mega Man 2, Willow y Duck Tales). La obra de arte en el empaque trasero de esos juegos mostraba una ilustración del Capitán Commando con un traje de piloto frente a un avión de combate, sosteniendo un casco debajo de su brazo derecho, con un chimpancé alienígena sentado en su hombro derecho y el logo de Capcom en un aerógrafo. estilo por encima de ellos. El texto sobre la obra de arte presentaba un mensaje del Capitán advirtiendo al lector que "busque (en él) informes actualizados de todos los emocionantes juegos de acción de Capcom", seguido de la aparente firma manuscrita del Capitán.

## Versiones domésticas y lanzamientos relacionados
- En 1995 se lanzó un puerto 16 Meg para la Super Nintendo. Este puerto solo permite hasta dos jugadores, muestra menos enemigos en pantalla y carece del mech-suit. También está censurado en varios aspectos.
- Un puerto de PlayStation fue lanzado en Japón sólo el 17 de septiembre de 1998 por New Inc. Este puerto permite hasta tres jugadores con el uso de un adaptador multijugador.
- El juego CPS original se incluye en forma emulada en las compilaciones Capcom Classics Collection: Remixed para PlayStation Portable, Capcom Classics Collection Volume 2 para la PlayStation 2 y Xbox, ambos lanzados en 2006 y Capcom Beat 'Em Up Bundle para la PlayStation 4, Nintendo Switch, Xbox One y Microsoft Windows en 2018 y Capcom Arcade Stadium para la PlayStation 4, Nintendo Switch, Xbox One y Steam en 2021.
- Se anunció una versión 64DD, pero se canceló.

## Legado
Captain Commando regresaría como un personaje jugable en el juego de lucha Marvel vs. Capcom en 1998, como uno de los personajes que representan a Capcom. El Capitán tiene una secuencia de transformación antes de cada partido que lo representa con un traje (o un traje de vaquero) antes de ponerse su disfraz de superhéroe. Su movimiento especial "Commando Strike", así como sus dos Hyper Combos (el "Capitán Espada" y el "Capitán Tormenta"), lo tienen convocando a sus "Compañeros" para atacar a su oponente. Las citas de la victoria del Capitán consisten en trivia al azar de Capcom, mientras que su final en Marvel vs. Capcom es un homenaje al final de su juego original. Esta encarnación de Captain Commando también aparece en la secuela, Marvel vs. Capcom 2. Además de los juegos de Marvel vs. Capcom, Captain Commando también aparece en otros cuatro juegos cruzados: Capcom World 2, Namco × Capcom, Project X Zone 2 y la serie SNK vs. Capcom: Card Fighters Clash. También se publicó un manga de dos volúmenes en Japón en 1994 en Gamest Comics, que fue traducido y publicado en el extranjero por UDON.

## Recepción
En Japón, Game Machine incluyó a Captain Commando en su edición del 1 de diciembre de 1991 como la unidad arcade de mesa más exitosa del año, superando a títulos como Street Fighter II: The World Warrior y WWF WrestleFest. 
En el lanzamiento, Famicom Tsūshin calificó la versión Super Famicom del juego con un 21 de 40. En 2013, Heavy.com clasificó el videojuego arcade original como el 21º mejor videojuego beat 'em up de todos los tiempos.